# Alan Durban
William Alan Durban (Bridgend, 7 luglio 1941) è un allenatore di calcio ed ex calciatore gallese, di ruolo centrocampista.

## Carriera

### Giocatore

#### Club
Nella stagione 1959-1960, la sua prima da professionista, gioca 5 partite col Cardiff City, che arriva secondo in classifica nel campionato di Second Division ed ottiene la promozione nella prima divisione inglese (oltre ad essere finalista perdente di Coppa del Galles). Nei successivi due anni Durban segna in totale 3 reti in 24 presenze in massima serie, a cui aggiunge ulteriori 23 presenze e 6 reti nella Second Division 1962-1963 e, nell'arco del quadriennio, 5 presenze e 2 reti nella Coppa di Lega inglese. All'inizio della stagione 1963-1964 si trasferisce al Derby County, con cui gioca sei campionati consecutivi nella seconda divisione inglese, durante i quali mette a segno in totale 63 gol in 228 presenze, ai quali aggiunge ulteriori 18 gol in 118 partite nella prima divisione inglese tra il 1969 ed il 1973. In dieci anni di permanenza con i bianconeri, segna inoltre 10 gol in 19 presenze in FA Cup, 6 gol in 29 presenze in Coppa di Lega ed un gol in 10 presenze nelle coppe europee, per complessive 404 presenze e 110 reti con la maglia del club, con cui vince inoltre un campionato, un campionato di seconda divisione ed una Texaco Cup, raggiungendo inoltre la semifinale della Coppa dei Campioni 1972-1973 e quella della Coppa di Lega inglese nella stagione 1967-1968.
Tra il 1974 ed il 1976 gioca fra terza e quarta divisione (nella stagione 1974-1975, chiusa con una promozione) nello Shrewsbury Town, con cui nella stagione 1976-1977 vince la Coppa del Galles.

#### Nazionale
Tra il 1966 ed il 1972 ha giocato 27 partite e segnato 2 reti con la maglia della nazionale gallese.

### Allenatore
Allo Shrewsbury Town, negli ultimi quattro anni di carriera, era anche allenatore del club; nel febbraio del 1978 passa allo Stoke City, nella seconda divisione inglese. L'anno seguente conquista un terzo posto in classifica in Second Division, ottenendo così la promozione in prima divisione, categoria in cui allena i biancorossi nelle due successive stagioni.
Dal 1981 al 1984 allena il Sunderland, sempre in prima divisione. Dal 1984 al 1986 allena invece il Cardiff City, fra seconda e terza divisione.

## Palmarès

### Giocatore

#### Competizioni nazionali
- Campionato inglese: 1

Derby County: 1971-1972
- Second Division: 1

Derby County: 1968-1969
- Coppa del Galles: 1

Shrewsbury Town: 1976-1977

#### Competizioni internazionali
- Texaco Cup: 1

Derby County: 1972

### Allenatore

#### Competizioni nazionali
- Coppa del Galles: 1

Shrewsbury Town: 1976-1977